# Edenpfaffenhofen
Edenpfaffenhofen ist ein Gemeindeteil der Gemeinde Weichs im oberbayerischen Landkreis Dachau.

## Geschichte
Der bis 1873 zur Pfarrei Petershausen und anschließend zur Pfarrei Jetzendorfzur Pfarrei Weichs gehörende Weiler Edenpfaffenhofen wurde erstmals 887 als Puopinhove („Hof des Puopo“) genannt. Um 1500 gehörten zwei Anwesen zum Kloster Weihenstephan und ein Anwesen zur Hofmark Jetzendorf.